# Aristide Zossou
Mahussi Aristide Zossou (* 14. Juni 2005 in Abobo) ist ein ivorisch-beninischer Fußballspieler, der aktuell bei der AJ Auxerre in der Ligue 1 spielt.

## Karriere
Zossou spielte bis September 2024 in der malischen Fußballakademie Afrique Football Elite. Anschließend wechselte er nach Frankreich zur AJ Auxerre. Kurz nach seinem Wechsel debütierte er am vierten Spieltag der Saison 2024/25 in der Ligue 1 nach Einwechslung für Paul Joly gegen die AS Monaco.